# Selgas
Selgas ist eines von 15 Parroquias in der Gemeinde Pravia der autonomen Region Asturien in Spanien.
 Die 68 Einwohner (2011) leben in 3 Dörfern auf einer Fläche von 4,2 km². Selgas  de Arriba, der Hauptort der gleichnamigen Parroquia liegt 4,5 km von der Gemeindehauptstadt entfernt.

## Dörfer und Weiler im Parroquia
- Caliero (Calieiru) – 16 Einwohner 2011 43° 28′ 55″ N, 6° 9′ 0″ W
- Selgas de Abajo (Selgas d'Abaxu) – 26 Einwohner 2011 43° 28′ 58″ N, 6° 9′ 34″ W
- Selgas de Arriba (Selgas'Arriba) – 26 Einwohner 2011 43° 28′ 49″ N, 6° 9′ 53″ W